# Кронман, Алексей Алексеевич
Алексей Алексеевич Кронман (1834 — не ранее 1897) — первый начальник Московского пехотного юнкерского училища, генерал от инфантерии.

## Биография
Родился 25 ноября 1834 года в дворянской семье лютеранского вероисповедания и был сыном полковника Алексея Антоновича Кронмана. Окончил Первый Московский кадетский корпус, из которого выпущен прапорщиком 13 августа 1853 года. Участник Крымской войны 1853—1856 годов, 6 сентября 1854 года произведён в подпоручики. В 1858 году в чине поручика (с 23 сентября 1856 года) 18-й артиллерийской бригады окончил Николаевскую академию Генерального штаба, в течение 8 месяцев служил командиром роты Константиновского военного училища, 1 января 1860 года произведён в штабс-капитаны с зачислением по Генеральному штабу и с 1 марта 1860 года по 22 июня 1863 года занимал должность дивизионного квартирмейстера 11-й пехотной дивизии; 30 августа 1862 года произведён в капитаны. С 22 ноября 1863 года старший адъютант управления корпусного обер-квартирмейстера 4-го армейского корпуса.
30 августа 1864 года Кронман был назначен начальником вновь созданного Московского пехотного юнкерского училища и занимал этот пост в течение девяти с половиной лет, будучи произведён в подполковники (4 апреля 1865 года) и полковники (31 марта 1868 года). С 4 февраля 1874 года он состоял в распоряжении командующего войсками Московского военного округа, 14 февраля 1875 года был назначен помощником начальника штаба Харьковского военного округа, 28 октября 1876 года перемещён на ту же должность в Казанский военный округ и 30 августа 1878 года произведён в генерал-майоры.
С 4 октября 1879 года по 5 июня 1891 года Кронман командовал 2-й бригадой 32-й пехотной дивизии, 5 июня 1891 года был назначен начальником 42-й пехотной резервной бригады и 30 августа того же года произведён в генерал-лейтенанты. В 1895 году он получил знак отличия за XL лет беспорочной службы.
6 июня 1897 года Кронман был произведён в генералы от инфантерии с увольнением от службы с мундиром и пенсией.
Время кончины Кронмана не установлено, но вдова генерала от инфантерии Л. С. Кронман скончалась в Виленской губернии в сентябре 1914 года, так что сам генерал скончался ранее этого времени.

## Награды
За свою службу Кронман был награждён многими орденами, в их числе:
- Орден Святой Анны 4-й степени с надписью «за храбрость» (1854 год)
- Орден Святого Станислава 3-й степени (1861 год)
- Орден Святой Анны 3-й степени (1864 год)
- Орден Святой Анны 2-й степени (1871 год)
- Орден Святого Владимира 4-й степени (1874 год)
- Орден Святого Владимира 3-й степени (1880 год)
- Орден Святого Станислава 1-й степени (1885 год)
- Орден Святой Анны 1-й степени (1889 год)